# Сос Алинос (Нуоро)
Сос Алинос је насеље у Италији у округу Нуоро, региону Сардинија.
Према процени из 2011. у насељу је живело 252 становника. Насеље се налази на надморској висини од 7 м.